# Funnel-Plot

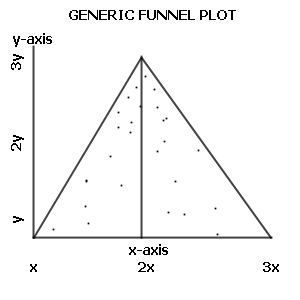
Beispiel eines Funnel-Plots ohne Publikationsbias. Auf der y-Achse ist die Studiengröße aufgetragen und auf der x-Achse der Behandlungseffekt. Mit zunehmender Studiengröße wird die Streuung der berichteten Behandlungseffekte kleiner und verteilt sich symmetrisch um ihren Grenzwert.

In der Meta-Forschung ist eine Funnel-Plot, auch Trichtergrafik oder auch Trichterdiagramm eine Grafik, die es ermöglicht, einen Verdacht auf Publikationsbias im Rahmen einer Metaanalyse zu überprüfen.
Die übliche Darstellung ist ein Streudiagramm in einem kartesischen Koordinatensystem, wobei der Behandlungseffekt auf der x-Achse gegen die Studiengröße auf der y-Achse aufgetragen wird. Bereits durch einfaches Betrachten lässt sich ein Funnel-Plot auswerten: Eine  symmetrische Form entsteht aus einer ausgewogenen Studienveröffentlichung, welche die Ergebnisse im Rahmen der natürlichen statistischen Streuung abbildet. Deshalb sollten größere Studien präzisere Ergebnisse erreichen, die näher am Mittelwert aller Studienergebnisse liegen. Ist das Bild durch viele kleine Studien auf einer Seite des Mittelwertes asymmetrisch, so spricht dies stark für nicht veröffentlichte oder nicht durchgeführte Studien mit gegenteiligen Ergebnissen.

## Kritikpunkte
Ein Hauptproblem von Funnel-Plots ist, dass sie als sehr einfaches Hilfsmittel nicht die Qualität der eingeschlossenen Studien erfassen. Sollten Studien mit höherer Präzision tatsächlich andere Ergebnisse produzieren als solche mit niedriger, so ergäbe sich ein falscher Eindruck von Publikationsbias. Diese Kriterien müssen folglich vom Analysierenden selbst überprüft werden. Auch kann es vorkommen, dass sich Publikationen zu einem Thema nicht auf eine einzige Zahl reduzieren lassen, da beispielsweise die Auswahl der Versuchspersonen (Geschlecht, Altersstruktur, …) oder andere Umstände unterschiedlich ausfallen können.